# Ordre du Mérite de la couronne de Prusse
 (août 2012).
Améliorez-le ou discutez des points à vérifier. 
L'ordre du Mérite de la couronne de Prusse (en allemand : Verdienstorden der Preussischen Krone) est une décoration de mérite civile et militaire établie le 18 janvier 1901 par le roi Guillaume II à l'occasion du bicentenaire de la création du royaume de Prusse.
L'ordre a été présenté avec une classe et se compose d'un badge et une étoile de poitrine. Pour la décoration de mérite militaire, la décoration est présentée avec des épées croisées. L'ordre a été attribué une seule fois avec des diamants.

## Description
La décoration se compose d'un badge, porté sur une écharpe d'épaule droite à la hanche gauche, et une étoile porté sur la poitrine à gauche.
L'insigne de l'Ordre est une croix de Malte émaillée bleue fait d'or de 18 carats avec une bordure granuleuse. Entre chaque bras de la croix est positionnée une couronne rouge émaillé surmontant un II W pour Wilhelm II (en français : Guillaume II) et au centre de la croix un médaillon.
L'avers du médaillon central représente une couronne d'or en émail rouge, entourée par un anneau en émail bleu avec l'inscription en lettres d'or Gott Mit Uns (Dieu avec nous). Sur le revers du médaillon porte les initiales entrelacées IR W II (Imperator Rex Guillaume II) entourée de la date du 18 janvier 1901.

Les étoiles de l'ordre est une étoile d'or à huit branches avec des rayons droits, avec l'inscription sur le médaillon central identique à l'avers du médaillon de la croix.
La barrette de l'Ordre est bleu avec une bande orange de chaque côté.

## Récipiendaires
La médaille a été décernée seulement 57 fois. Le général Konrad Ernst von Goßler a été le seul récipiendaire qui a reçu la décoration dans 2 classes différentes.

### Récipiendaires
- Le roi Guillaume II de Prusse, le 18 janvier 1901
- Prince Albert de Prusse, régent du duché de Braunschweig, le 18 janvier 1901
- Le baron Walter von Loë, colonel général de cavalerie prussienne et adjudant général, le 18 janvier 1901
- Vladimir Lambsdorff, ministre russe des Affaires étrangères, le 21 septembre 1901
- Le comte Paul von Hatzfeldt, ambassadeur d'Allemagne à Londres, le 8 novembre 1901
- Mehmed Said Pascha (de), grand vizir ottoman, le 24 mai 1902
- Vajiravudh, prince héritier du Siam, le 11 juin 1902
- Giulio Prinetti, ministre italien des Affaires étrangères, le 15 septembre 1902
- Otto von Strubberg, général d'infanterie prussienne, le 21 octobre 1902
- Prince Hermann von Hatzfeldt, haut président prussien de Silésie, le 22 juin 1903
- Konrad Ernst von Goßler, général prussien d'infanterie, le 14 août 1903
- Arthur von Bolfras (de), feld-maréchal autrichien et adjudant général, le 18 septembre 1903
- Graf Uexküll-Gyllenband, général autrichien et commandant du 2e corps de cavalerie, le 18 septembre 1903
- Graf von Abensperg und Traun, colonelKämmerer autrichien, le 19 septembre 1903
- Károly Khuen-Héderváry, Premier ministre hongrois, le 19 septembre 1903
- Henry Lascelles, ambassadeur britannique à Berlin, le 30 juin 1904
- Damat Ferid Pacha, grand vizir, le 24 septembre 1904
- Le comte Eberhard zu Solms-Sonnenwalde, ambassadeur de Prusse, le 18 octobre 1904
- Albert von Mischke (de), général prussien et adjudant général d'infanterie, le 18 octobre 1904
- Ernst von der Planitz, général prussien de cavalerie et inspecteur de cavalerie, le 24 avril 1905
- Alexandre Petrovitch Strukoff (ru), général de cavalerie russe et adjudant général, le 4 juin 1905
- August zu Eulenburg, ministre d'État de Prusse, le 2 juillet 1905
- Graf zu Castell-Castell, lieutenant-général bavarois, le 14 novembre 1905
- Baron Max Wladimir von Beck, Premier ministre autrichien, le 22 juin 1906
- Sándor Wekerle, Premier ministre hongrois, le 22 juin 1906
- Fiedler, commandant d'artillerie autrichien et commandant général du 1er corps d'armée, le 7 mai 1908
- Leopold von Gudenus (de), colonel autrichien, le 7 mai 1908
- Comte von Cziraky Czirák und Dénesfalva (hu), Obersthofmarschall autrichien, le 7 mai 1908
- Arvid Lindman, Premier ministre suédois, le 3 août 1908
- Hemming Gadd (en), général d'infanterie suédois, le 3 août 1908
- Max Clemens Lothar von Hausen, général d'infanterie saxon et ministre d'État, le 10 septembre 1908
- Ahmed Tevfik Pacha, maréchal ottoman, le 10 septembre 1908
- Julius von Verdy du Vernois, général prussien d'infanterie, le 1er mars 1909
- Piotr Stolypine, Premier ministre russe, le 17 juin 1909
- Le comte Franz Conrad von Hötzendorf, chef d'état-major général autrichien, le 9 septembre 1909
- Franz Xaver von Schönaich (de), général d'infanterie autrichienne et ministre de la Guerre, le 9 septembre 1909
- Carl von Horn, général bavarois d'infanterie et ministre de la Guerre, le 17 septembre 1909
- Wilhelm von Linde, général prussien d'infanterie, le 7 avril 1911
- Hermann von Blomberg, général prussien d'infanterie le 13 septembre 1911
- Georg von Kleist, général prussien de cavalerie sur le 6 avril 1912
- Jules Greindl, ministre d'État belge, le 24 mai 1912
- Sergueï Sazonov, ministre russe des Affaires étrangères, le 4 juillet 1912
- Hans von Kirchbach, Saxon général de l'artillerie, le 13 septembre 1912
- Prince Katsura Tarō, prince du sceau privé japonais, le 19 septembre 1912
- Peter von Wiedenmann (de), général bavarois d'artillerie et adjudant général, le 19 décembre 1912
- Maximilian von Seinsheim, la cour de Bavière, le 19 décembre 1912
- Victor von Podbielski, ministre d'État de Prusse, le 16 juin 1913
- Walther von Moßner, général de la cavalerie prussien, le 16 juin 1913
- Clemens von Delbrück, ministre d'État de Prusse, le 24 juin 1914
- Le baron von Hammerstein-Loxten, général prussien d'infanterie, le 12 mai 1917
- Reinhold Kraetke (de), secrétaire prussienne de la Poste, le 6 août 1917
- Le général Paul von Ploetz, général d'infanterie prussien, le 13 mars 1918

### Les récipiendaires avec des épées
- Kanin, prince héritier du Japon, le 22 mars 1906
- Ōyama Iwao, marquis et maréchal japonais, le 22 mars 1906
- Karl Ludwig d'Elsa, colonel général saxon, le 2 janvier 1917
- Konrad Ernst von Goßler, général prussien d'infanterie, le 10 février 1917
- Ernst von Hoiningen, général d'infanterie prussien, le 6 mars 1917

### Les bénéficiaires de diamants
- Maximilian von Seinsheim (de), colonel de la cour de Bavière, le 15 décembre 1913

## Sources
- (en) Cet article est partiellement ou en totalité issu de l’article de Wikipédia en anglais intitulé « Order of Merit of the Prussian Crown » (voir la liste des auteurs).